# Tricholita signata
Tricholita signata là một loài bướm đêm trong họ Noctuidae.